# Homekit
Homekit, i marknadsföringssyfte skrivet HomeKit, är en programvara från Apple som låter användarna konfigurera, kommunicera med och styra smarta hushållsapparater med Apple-enheter. Genom att utforma rum, föremål och åtgärder i Homekit-tjänsten kan användare aktivera automatiska åtgärder i huset genom ett enkelt röstkommando till Siri eller via appen Hem.
Homekit använder Bluetooth- och Wi-Fi-protokoll. Tillverkare av Homekit-aktiverade enheter är skyldiga att registrera sig i Apples MFI-program, och initialt var alla Homekit-baserade produkter skyldiga att inkludera en krypteringsprocessor. Det senare kravet ändrades senare i IOS 11, vilket gav stöd för programvarubaserad autentisering. Utrustning tillverkad utan Homekit-stöd kan aktiveras för användning via en "gateway"-produkt, en brygga som ansluter dessa enheter till Homekit-tjänsten.
Homekit konkurrerar främst med smarta hemstandarder från Amazon och Google. Från och med oktober 2019 listar Apple 450 enheter som är kompatibla med Homekit, jämfört med 10 000 för Google och 85 000 för Amazon.

## Enhetskategorier
Homekit stöder för närvarande 22 enhetskategorier:
- Dörrklockor
- Eluttag
- Fläktar
- Fönster
- Garagedörrar
- Gardiner
- Gateways
- Högtalare
- Kameror
- Luftfuktare
- Luftkonditionering
- Lampor
- Larmsystem
- Lås
- Routers
- Sensorer
- Sprinklers
- Strömbrytare
- Termostater
- TV-apparater
- Vattenkranar
- Video/Audio mottagare

Garagedörrar, lås, larmsystem och fönster kategoriseras som säkra tillbehör och kräver en enhet med autentisering som en Iphone eller Ipad för att kontrollera.

## Hemhubb
Ipads, Homepods och fjärde generationen och nyare Apple TV-apparater kan användas som ett hubb för att fjärrstyra Homekit-tillbehör, ge gäståtkomst och ställa in automatiseringar. Tredje generationens Apple TV stöder begränsade funktioner.

## Hemapp

### IOS- och WatchOS-versioner
homekit släpptes officiellt den 17 september 2014 tillsammans med IOS 8. Ramverket gjorde det möjligt för tredjepartsappar att styra Homekit-enheter med Siri och möjliggöra fjärråtkomst via hemmahubbar.
Home-appen, som introducerades den 13 juni 2016, förenar alla enheter i en app och släpptes officiellt den 13 september 2016 tillsammans med IOS 10 och WatchOS 3. Det lade till stöd för automatiseringar med hjälp av ett hemhubb och förprogrammerade "scenarion", som kan ställa in flera enheter med ett enda kommando.

### Mac OS-version
Hem-appen kom till Mac-datorer med Mac OS 10.14 Mojave, släppt den 24 september 2018.

### Homepod och Apple TV
Fjärde generationens och nyare Apple TV-apparater kan styra Homekit-enheter med Siri röstkommandon. tvOS 14 lagt till direktkontroll av Homekit-enheter i Kontroll center, kameraflöden och bild-i-bild-övervakning för Homekit-aktiverade säkerhetskameror.
Homepod saknar ett Grafiskt användargränssnitt för att styra Homekit-enheter men använder istället Siri röstkommandon. Varken Homepod eller Apple TV kan styra säkra enheter då de saknar säker auktorisering.